# Untereurach
Untereurach ist ein Ortsteil der oberbayerischen Gemeinde Iffeldorf im Landkreis Weilheim-Schongau. Das heutige Dorf liegt etwa einen Kilometer nordöstlich des Iffeldorfer Ortskerns, von dem es durch die Gleise der Kochelseebahn und die Staatsstraße 2063 separiert ist.

## Geschichte
Die Bezeichnung Untereurach wandelte sich im Lauf der Zeit. Beschrieb sie ursprünglich die zwei Höfe 300 Meter nordwestlich von Obereurach, so verlagerte sich der Name in den 1950er- bis 1960er-Jahren auf die zu dieser Zeit recht schnell wachsende Siedlung 1,5 Kilometer südsüdwestlich. So wird Untereurach 1867 als Einöde klassifiziert, anschließend bis 1928 als Weiler und ab 1952 schließlich als Dorf.

### Ursprünglicher Weiler bzw. Einöde Untereurach
Erstmals erwähnt wird Eurach als „Eyran“ im Urbar der Herren von Seefeld-Peißenberg aus der Zeit zwischen 1300 und 1320. Historische Namensformen sind Untereura und Untereyrach.
Der südliche Untereuracher Hof war der „Leonhard“, der als 1⁄8-Hof dem Heilig-Geist-Spital in Weilheim zinspflichtig war. Im Jahr 1871 kaufte ihn Hugo von Maffei, der Betreiber des nahegelegenen Guts Staltach und verwendete ihn als Kuhstall. Nach dem Zweiten Weltkrieg wurde er abgebrochen. Der nördliche Untereuracher Hof war der „Jakl“, ebenfalls ein 1⁄8-Hof, aber dem Kloster Bernried zinspflichtig. Bereits um 1868 kaufte Joseph Anton von Maffei, der Vorgänger von Hugo auf Gut Staltach, dieses Anwesen. In Zeiten des Gutsbetriebs wurde es als Arbeiterhaus genutzt.
Im Jahr 1973 wurde auf den Fluren um Unter- und Obereurach der Golfplatz St. Eurach errichtet.

### Heutiges Dorf Untereurach
Auf einem kleinen Teil des Gebiets des heutigen Ortsteils befand sich bis 1884 die Einöde Aschberg, der Rest war mit Wald und Feldern bedeckt. Etwa ab Anfang des 20. Jahrhunderts standen dort wieder einige Gebäude und ab etwa 1950 nahm die Bautätigkeit immer mehr zu.

### Einwohnerentwicklung
Unklar ist auf welches Gebiet sich die Einwohnerzahlen beziehen. Ab 1950 dürfte es sicher der heute als Untereurach verstandene Ortsteil sein.
| Jahr | Einwohner | Gebäude (ab 1885 nur Wohngebäude) |
| ---- | --------- | --------------------------------- |
| 1825 | 13        | 2                                 |
| 1864 | 15        | 3                                 |
| 1871 | 36        | 7                                 |
| 1885 | 64        | 9                                 |
| 1900 | 49        | 10                                |
| 1925 | 82        | 10                                |
| 1950 | 176       | 23                                |
| 1970 | 303       |                                   |
| 1987 | 388       | 112                               |

## Verkehr
Untereurach ist durch eine Bushaltestelle an das Netz des Regionalverkehrs Oberbayern angeschlossen.